# Constance Picaud
Constance Lara Colline Picaud (Challans, 5 luglio 1998) è una calciatrice francese, portiere del Fleury e della nazionale francese.

## Carriera

### Club
Picaud inizia il suo percorso professionale, ancora giovanissima, nel Marais Beauvoir S/Mer, club con sede nei pressi della natia Challans, nel dipartimento della Vandea, territorio che caratterizzerà tutta la prima parte della carriera. Qui gioca dal 2007 al 2012, trasferendosi raggiunti i 14 anni d'età al La Garnache, sua prima squadra interamente femminile, dove rimane una stagione.
Notata dagli osservatori del La Roche-sur-Yon la convincono a continuare l'attività con il club del capoluogo vandese, giocando nelle prime tre stagioni nelle sue formazioni giovanili per poi essere promossa in prima squadra, a 17 anni, durante la stagione 2016-2017, affiancando Romane Bruneau nel campionato di ritorno della squadra alla Division 1 Féminine. Dopo aver terminato al 10º posto il campionato con la conseguente retrocessione, con la decisione di Bruneau di lasciare il club, dopo che per la prima parte della stagione il tecnico Malika Bousseau diede il ruolo di estremo difensore a Camille Nerbonne, viene promossa portiere titolare facendo così il debutto in Division 2 Féminine, secondo livello del campionato francese femminile di calcio, il 6 novembre 2016, nella vittoria esterna per 2-1 sul Lorient all'8ª giornata di campionato. In seguito sia Magali Stevant nella stagione successiva che il duo di co-allenatori Florence Audouine e Bastien Pasquereau in quella 2018-2019, ne confermano la fiducia, contribuendo a far raggiungere alla sua squadra posizioni di altra classifica nel girone A della D2.
Durante la sessione estiva di calciomercato 2019 decide di trasferirsi al Le Havre, che le offre il posto da titolare per la stagione 2019-2020 firmando il suo primo contratto da professionista. Sotto la guida tecnica di Thierry Uvenard la squadra guadagna il salto di categoria chiudendo al 1º posto il gruppo B del campionato cadetto interrotto anzitempo come deterrente alla diffusione della pandemia di COVID-19 in Francia. Alla sua seconda stagione con il club Picaud riesce quindi a debuttare in Division 1 tuttavia la squadra, con Michaël Bunel che rileva Uvenard da gennaio 2021, non riesce a essere sufficientemente competitiva chiudendo al 12º e ultimo posto in campionato.
Alla ricerca di un rimpiazzo a Christiane Endler, trasferitasi alle rivali dell'Olympique Lione, il Paris Saint-Germain rende noto il suo trasferimento al club di Parigi, ma un grave infortunio al ginocchio destro, con rottura del legamento crociato, subito durante l'incontro di AMOS Women's French Cup con la Roma del 4 agosto 2021 ne compromette la disponibilità per quasi tutta la stagione, tornando a disposizione di Didier Ollé-Nicolle dall'aprile 2022 e scendendo in campo, da titolare, solo nell'ultimo incontro di campionato perso per 1-0 con lo Stade Reims.
Nella stagione successiva si trova a contendere il posto da titolare con lam confermata Barbora Votíková e i nuovi acquisti Sarah Bouhaddi, in arrivo dall'Olympique Lione, Lydia Williams, dall'Arsenal ed Alice Pinguet dal Le Havre, tuttavia queste ulrime due vengono poi cedute durante la sessione invernale di calciomercato. Il turnover deciso da Ollé-Nicolle privilegia l'ex OL, tuttavia Picaud le viene preferita in tutti i 5 incontri di Coppa di Francia, trovando inoltre spazio, e facendo così il suo debutto, anche in UEFA Women's Champions League, scesa in campo da titolare nell'incontro vinto in trasferta 4-0 sulle campionesse d'Albania del Vllaznia. In tutto, comprese le sei partite di campionato, totalizza 12 presenze. Il passaggio di panchina a Jocelyn Prêcheur le apre qualche possibilità maggiore nella stagione 2023-2024, durante la quale pur dovendo alternarsi principalmente con la rientrante ex Wolfsburg Katarzyna Kiedrzynek, viene impiegata con maggiore frequenza in tutti i tornei giocati dal PSG tranne il Trophée des Championnes, rimanendo in panchina nell'edizione 2023 così come la precedente. Suo il merito, non permettendo di subire gol nella finale di Coppa di Francia 2023-2024 vinta di misura sulle avversarie del Fleury, ottenendo così la quarta per il club e la sua seconda personale prima di lasciare il PSG.
Ed è proprio il club di Fleury-Mérogis che, dopo la firma del contratto che la lega a loro fino al 2025, annuncia il suo trasferimento per la stagione entrante.

### Nazionale
Dopo essere stata chiamata al Centre technique national Fernand Sastre di Clairefontaine-en-Yvelines, centro gestito dalla Federcalcio francese dove vengono valutati i giovani e promettenti calciatori, per uno stage in previsione di una convocazione nella formazione U16, Picaud deve attendere il 2015 per essere inserita in rosa da Sandrine Soubeyrand con la nazionale under 17 che affronta, debuttandovi da titolare, le pari età dell'Inghilterra nell'amichevole pareggiata 1-1 il 20 febbraio di quell'anno, marcando inoltre qualche mese più tardi un'altra presenza, sempre in amichevole, con la Germania. Soubeyrand decide però di non inserirla nella lista delle ragazze selezionate per l'Europeo di Islanda 2015.
Per una nuova convocazione deve aspettare il febbraio 2021 quando la selezionatrice della nazionale maggiore Corinne Diacre la chiama in occasione della seconda edizione del Tournoi de France, torneo destinato a svolgersi a porte chiuse che però viene cancellato dalla FFF dopo il ritiro di Islanda e Norvegia come misura di prevenzione al diffondersi della pandemia di COVID-19 in Europa.
Il debutto con le Bleues viene rimandato di due anni, quando Diacre decide di affiancarla a Pauline Peyraud-Magnin al Tournoi de France 2023 impiegandola nell'incontro del 18 febbraio 2023 vinto per 5-1 sull'Uruguay, per poi festeggiare con le compagne il terzo titolo per la Francia.
Con l'arrivo di Hervé Renard alla guida della nazionale, che rileva la ct dopo la risoluzione del contratto, Picaud viene da lui valutata nell'amichevole dell'11 aprile vinta 2-1 sul Canada per poi inserirla nella lista delle 23 calciatrici convocate per il Mondiale di Australia e Nuova Zelanda 2023. Qui condivide il percorso delle compagne, eliminate ai ricori dall'Australia ai quarti di finale senza mai essere impiegata durante il torneo.
In seguito Renard continua a darle fiducia convocandola con regolarità e impiegandola nei primi quattro incontri della Lega A di UEFA Women's Nations League 2023-2024 per poi confermarla tra le 18 giocatrici scelte per disputare il torneo femminile di calcio all'Olimpiade di Parigi 2024 utilizzandola poi nell'incontro del 16 luglio 2024 perso con l'Irlanda valido per le qualificazioni all'Europeo di 2025.

## Statistiche

### Presenze e reti nei club
Statistiche aggiornate al 20 giugno 2025.
| Stagione                   | Squadra                    | Campionato                 | Campionato | Campionato | Coppe nazionali | Coppe nazionali | Coppe nazionali | Coppe continentali | Coppe continentali | Coppe continentali | Altre coppe | Altre coppe | Altre coppe | Totale | Totale |
| Stagione                   | Squadra                    | Comp                       | Pres       | Reti       | Comp            | Pres            | Reti            | Comp               | Pres               | Reti               | Comp        | Pres        | Reti        | Pres   | Reti   |
| -------------------------- | -------------------------- | -------------------------- | ---------- | ---------- | --------------- | --------------- | --------------- | ------------------ | ------------------ | ------------------ | ----------- | ----------- | ----------- | ------ | ------ |
| 2015-2016                  | La Roche-sur-Yon           | D1                         | 0          | 0          | CF              | 0               | 0               | -                  | -                  | -                  | -           | -           | -           | 0      | 0      |
| 2016-2017                  | La Roche-sur-Yon           | D2                         | 14         | -14        | CF              | 2               | -4              | -                  | -                  | -                  | -           | -           | -           | 16     | -18    |
| 2017-2018                  | La Roche-sur-Yon           | D2                         | 17         | -22        | CF              | 4               | -5              | -                  | -                  | -                  | -           | -           | -           | 21     | -27    |
| 2018-2019                  | La Roche-sur-Yon           | D2                         | 22         | -16        | CF              | 3               | -2              | -                  | -                  | -                  | -           | -           | -           | 25     | -18    |
| Totale La Roche-sur-Yon    | Totale La Roche-sur-Yon    | Totale La Roche-sur-Yon    | 53         | -52        | -               | 9               | -11             | -                  | -                  | -                  | -           | -           | -           | 62     | -63    |
| 2019-2020                  | Le Havre                   | D2                         | 15         | -13        | CF              | 3               | -3              | -                  | -                  | -                  | -           | -           | -           | 18     | -16    |
| 2020-2021                  | Le Havre                   | D1                         | 21         | -48        | CF              | 1               | -5              | -                  | -                  | -                  | -           | -           | -           | 22     | -53    |
| Totale Le Havre            | Totale Le Havre            | Totale Le Havre            | 36         | -61        | -               | 4               | -8              | -                  | -                  | -                  | -           | -           | -           | 40     | -69    |
| 2021-2022                  | Paris Saint-Germain        | D1                         | 1          | -1         | CF              | -               | -               | UWCL               | 0                  | 0                  | -           | -           | -           | 1      | -1     |
| 2022-2023                  | Paris Saint-Germain        | D1                         | 6          | -1         | CF              | 5               | -3              | UWCL               | 1                  | 0                  | SF          | 0           | 0           | 12     | -4     |
| 2023-2024                  | Paris Saint-Germain        | D1                         | 12         | -5         | CF              | 3               | -1              | UWCL               | 5                  | -10                | SF          | 0           | 0           | 20     | -16    |
| Totale Paris Saint-Germain | Totale Paris Saint-Germain | Totale Paris Saint-Germain | 19         | -7         | -               | 8               | -4              | -                  | 6                  | -10                | -           | 0           | 0           | 33     | -21    |
| 2024-2025                  | Fleury                     | PL                         | 18         | -16        | CF              | -               | -               | -                  | -                  | -                  | -           | -           | -           | 18     | -16    |
| Totale carriera            | Totale carriera            | Totale carriera            | 126        | -136       | -               | 21              | -23             | -                  | 6                  | -10                | -           | 0           | 0           | 153    | -169   |

### Cronologia presenze e reti in nazionale
| Cronologia completa delle presenze e delle reti in nazionale ― Francia | Cronologia completa delle presenze e delle reti in nazionale ― Francia | Cronologia completa delle presenze e delle reti in nazionale ― Francia | Cronologia completa delle presenze e delle reti in nazionale ― Francia | Cronologia completa delle presenze e delle reti in nazionale ― Francia | Cronologia completa delle presenze e delle reti in nazionale ― Francia | Cronologia completa delle presenze e delle reti in nazionale ― Francia | Cronologia completa delle presenze e delle reti in nazionale ― Francia |
| Data                                                                   | Città                                                                  | In casa                                                                | Risultato                                                              | Ospiti                                                                 | Competizione                                                           | Reti                                                                   | Note                                                                   |
| ---------------------------------------------------------------------- | ---------------------------------------------------------------------- | ---------------------------------------------------------------------- | ---------------------------------------------------------------------- | ---------------------------------------------------------------------- | ---------------------------------------------------------------------- | ---------------------------------------------------------------------- | ---------------------------------------------------------------------- |
| 18-02-2023                                                             | Angers                                                                 | Francia                                                                | 5 – 1                                                                  | Uruguay                                                                | Tournoi de France                                                      | -1                                                                     |                                                                        |
| 11-04-2023                                                             | Le Mans                                                                | Francia                                                                | 2 – 1                                                                  | Canada                                                                 | Amichevole                                                             | -1                                                                     |                                                                        |
| 22-09-2023                                                             | Valenciennes                                                           | Francia                                                                | 2 – 0                                                                  | Portogallo                                                             | UEFA Women's Nations League 2023-2024 - Fase a gironi                  | -                                                                      |                                                                        |
| 26-09-2023                                                             | Vienna                                                                 | Austria                                                                | 0 – 1                                                                  | Francia                                                                | UEFA Women's Nations League 2023-2024 - Fase a gironi                  | -                                                                      |                                                                        |
| 27-10-2023                                                             | Oslo                                                                   | Norvegia                                                               | 1 – 2                                                                  | Francia                                                                | UEFA Women's Nations League 2023-2024 - Fase a gironi                  | -1                                                                     | 95’                                                                    |
| 31-10-2023                                                             | Reims                                                                  | Francia                                                                | 0 – 0                                                                  | Norvegia                                                               | UEFA Women's Nations League 2023-2024 - Fase a gironi                  | -                                                                      |                                                                        |
| 16-7-2024                                                              | Cork                                                                   | Irlanda                                                                | 3 – 1                                                                  | Francia                                                                | Qual. Euro 2025                                                        | -3                                                                     |                                                                        |
| 28-7-2024                                                              | Saint-Étienne                                                          | Francia                                                                | 1 – 2                                                                  | Canada                                                                 | Olimpiadi 2024 - 1º turno                                              | -1                                                                     | 64’                                                                    |
| 3-8-2024                                                               | Nantes                                                                 | Francia                                                                | 0 – 1                                                                  | Brasile                                                                | Olimpiadi 2024 - Quarti di finale                                      | -1                                                                     |                                                                        |
| 25-10-2024                                                             | Montbéliard                                                            | Francia                                                                | 3 – 0                                                                  | Giamaica                                                               | Amichevole                                                             | -                                                                      |                                                                        |
| 29-10-2024                                                             | Ginevra                                                                | Svizzera                                                               | 2 – 1                                                                  | Francia                                                                | Amichevole                                                             | -2                                                                     |                                                                        |
| 3-12-2024                                                              | Nizza                                                                  | Francia                                                                | 2 – 4                                                                  | Spagna                                                                 | Amichevole                                                             | -4                                                                     |                                                                        |
| 20-6-2025                                                              | Valenciennes                                                           | Francia                                                                | 5 – 0                                                                  | Belgio                                                                 | Amichevole                                                             | -                                                                      |                                                                        |
| Totale                                                                 |                                                                        | Presenze                                                               | 13                                                                     |                                                                        | Reti                                                                   | -14                                                                    |                                                                        |

## Palmarès

### Club
- Coppa di Francia: 2

Paris Saint-Germain: 2021-2022, 2023-2024

## Palmarès
- Campionato francese di seconda divisione: 1

Le Havre: 2019-2020